# Kate Bell

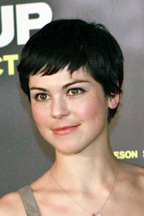
Kate Bell.

Kate Bell, född 12 november 1983 i Armidale, New South Wales, är en australisk skådespelerska. Hon spelar Bec Sanderson i Blue Water High.
Bell har studerat teater, opera och dans. Hon spelar även gitarr. 
Före rollen i TV-serien Blue Water High har hon haft en del andra roller, till exempel som Vera i Victory of a Straight Line och som Susie i Home and Away.

## Filmografi

### Filmer
- Hold Please
- Macbeth
- Scorched
- Street Angel
- In Her Skin
- Dead Boring
- Summer Coda
- Brad in a Bottle
- The Cup

### TV-serier
- Blue Water High
- Stupid, Stupid Man
- The Cut
- Home and Away
- Neighbours
- The Pacific